# Торос Тороманян
Торос Харутюн Тороманян (на арменски: Թորոս Հարությունի Թորամանյան) е арменски архитект и археолог.

## Биография
Роден е на 18 март 1864 г. в Шебинкарахисар, Османската империя. След като завършва Художествената академия в Цариград проектира частни и обществени сгради в града, а през 1896 г. пристига в България. Създава богати и внушителни жилищни сгради в стил еклектика, с много архитектурни детайли и богата релефна украса. През 1897 г. са изградени къщата на Руси Ексеров и къщата на Агоп Мави.
В 1898 г. проектира къщата на Саркис Кюрдян. През 1929 г. е преустроена и надстроена от арх. Дабко Дабков. Сградата има две фасади, като главната е откъм булеварда. Фасадата е изградена в три оси, като средната представлява слабо наддаден ризалит, който е обогатен с красиво оформено
входно пространство, голям заоблен еркер, фланкиран от канелирани коринтски колони, носен от красив суфит във форма на раковина и украсен фриз. Еркерът завършва със сложен фронтон от пресечен сегмент от стела и още един сегментен фронтон. В тимпана на фронтона е изградена женска маска медальон и две лъвски глави, захапали гирлянда. В останалите оси симетрично са изградени защитени прозорци в партера, по един голям прозорец увенчан с триъгълен фронтон на втория и по-малък засводен прозорец с пластична рамка и фронтон на таванския етаж. С малки изключения, северната фасада е изградена по същия начин.
През 1900 г. преустройва къщата на Димитър Паница. Сградата е част от единен архитектурен ансамбъл, оформящ облика на площад „Независимост“.
След като в края на XIX в, изгаря Арменското училище във Варна, което е разположено двора на Арменската църква „Свети Саркис“, Торос Тороманян изработва проект за нова учебна сграда, по който е изградена. През 1900 г. общинското ръководство на Варна го награждава за заслуги.
В 1900 г. заминава за Румъния, а през 1901 г. се установява в Париж. През 1903 г. се връща в Османската империя и става водещ изследовател в археологическите разкопки и в проучването на историята на средновековната арменска архитектура на Ани. Изучава архитектурните паметници в земите на Западна Армения и възстановява графика, въз основа на данни от руините.
През 1904 г. изяснява облика и възстановява храма Звартноц в Ечмиадзин, близо до Ереван.
До началото на 1917 г. участва в разкопките на старите дворци и църкви и изготвя макети. Големи части от град Ани са професионално разкрити, като редица сгради са измерени и картографирани, а всички находки са детайлно описани. След като Армения става част от СССР, е назначен за директор в Института по опазване на паметниците на културата в Армения. Същевременно проектира и изгражда много сгради, голяма част от тях са паметници на архитектурата. По
негов проект е изградена сградата на Операта в Ереван.
Умира на 1 март 1934 г. в Ереван и е погребан в Пантеона в града.
На негово име е кръстена улица във Варна.